# گلادیوس
گلادیوس (به لاتین: [ˈɡɫad̪iʊs̠]) واژه ای لاتین به معنای «شمشیر» (از هر نوع) است، اما در معنای محدود آن، به شمشیر سربازان پیاده روم باستان اشاره دارد. شمشیرهای رومی باستان اولیه شبیه شمشیرهای یونانیان بود که گزیفه یا زیفه (xiphe (جمع؛ مفرد xiphos)) نامیده می‌شد. با این حال، از قرن ۳ قبل از میلاد، رومیان شمشیری را به کار بردند که توسط سلتیبری‌ها در اواخر جنگهای پونیک در هیسپانیا استفاده می‌شد، که در لاتین به عنوان gladius hispaniensis یا «شمشیر اسپانیایی» شناخته می‌شود.
یک لژیونر کاملاً مجهز رومی بعد از اصلاحات گائوس ماریوس به یک سپر (اسکتوم)، یک یا دو نیزه (پیلا)، شمشیر (گلادیوس)، خنجر (پوجیو) و شاید در دوره امپراتوری بعدی به یک نوع دارت به نام پلومبارت یا پلومبات (plumbatae) مسلح بود. به‌طور متعارف، سربازان قبل از اینکه درگیر جنگ نزدیک شوند، پیلا را پرت می‌کردند تا سپرهای دشمن را از کار بیندازند و تشکیلات دشمن را مختل کنند، و سپس گلادیوس را در دست می‌گرفتند.